# De heilige Agatha (Zurbarán)
De heilige Agatha (Frans: Sainte Agathe) is de titel van een schilderij van Francisco de Zurbarán, dat hij waarschijnlijk voor 1634 maakte. Dit portret van Agatha van Sicilië is een van de bekendste werken van het Musée Fabre in Montpellier, waar het sinds 1852 te zien is.

## Agatha van Sicilië
Volgens de legende was Agatha een mooi en welgesteld christelijk meisje uit Sicilië dat ten prooi viel aan de vervolgingen onder keizer Decius. Hoewel de prefect Quintianus, die een oogje op haar had, haar ertoe probeerde te dwingen, weigerde zij haar geloof af te zweren. Zelfs toen zij gemarteld werd en haar beide borsten werden afgesneden bleef zij Christus trouw. Petrus zou haar wonden in de gevangenis genezen hebben, waarop zij opnieuw gefolterd werd en stierf. Al snel na haar dood in 251 werd ze heilig verklaard en was daarmee een van de eerste christelijke heiligen.
De Contrareformatie zorgde voor een opleving van haar verering. Agatha was een van de zeven heiligen die kardinaal Gabriele Paleotti na het Concilie van Trente aanbeval om af te beelden, hoewel er gezien de aard van haar attributen relatief weinig schilderijen van haar zijn gemaakt.

## Voorstelling
Zurbarán schilderde Agatha met sierlijk gebogen lichaam, haar gezicht naar de toeschouwer gekeerd. Op een metalen dienblad draagt zij haar borsten, waarvan nog een lichte reflectie te zien is. Het kleurgebruik is ongebruikelijk en gewaagd. Het blauw van het lijfje, het oplichtende geel van de mouwen, het rood van de mantel en het mauve van de jurk vormen toch een harmonieus geheel, dat bijvoorbeeld de dichter Paul Valéry bekoorde.

## Herkomst
Dit schilderij zou afkomstig kunnen zijn uit het klooster van de geschoeide mercedariërs (Merced Calzada) in Sevilla, maar sluitend bewijs hiervoor ontbreekt. Tijdens de Franse bezetting werden veel kloosters opgeheven en in 1810 kreeg maarschalk Soult het werk in bezit. Na zijn dood werd het in mei 1852 gekocht door het Musée Fabre voor 1.540 frank.